# Herb Żuromina
Herb Żuromina – jeden z symboli miasta Żuromin i gminy Żuromin w postaci herbu.

## Wygląd i symbolika
Herb przedstawia na tarczy gotyckiej w kolorze błękitnym, trzy lilie (kwiaty w kolorze białym, łodygi i liście w kolorze zielonym) niejako wyrastające z sierpa księżyca w kolorze złotym. Pod sierpem księżyca widnieje sześcioramienna gwiazda w kolorze złotym.